# 299-й отдельный сапёрный батальон
299-й отдельный сапёрный батальон — воинская часть в вооружённых силах СССР во время Великой Отечественной войны.

## История
Сформирован ранней весной 1941 года. По формировании направлен в Литву, где в составе 841 человека участвовал в строительстве оборонительных рубежей.
В составе действующей армии с 15 июля 1941 года по 1 июля 1942 года.
Исходя из даты начала боевых действий, находился в сравнительной глубине Прибалтики. В середине июля 1941 года вошёл в состав 27-й армии, вместе с которой отступил к реке Ловать.
В начале августа 1941 года в преддверии контрудара под Старой Руссой был придан 34-й армии. В ходе наступления, начавшегося 12 августа 1941 года, прокладывал пути, строил мосты и обеспечивал переправы через реки Пола и Ловать
После отступления находился в районе Лычково — озеро Вельё, укрепляя оборонительные рубежи. К началу Демянской наступательной операции был придан 3-й ударной армии. Обеспечивал переправу через замёрзший Селигер частям армии, наступавшим южнее Демянска.
1 июля 1942 года был переформирован в 299-й отдельный инженерный батальон.

### Подчинение
| Подчинение по месяцам | Подчинение по месяцам | Подчинение по месяцам | Подчинение по месяцам | Подчинение по месяцам |
| Дата                  | Фронт (округ)         | Армия                 | Корпус (группа)       | Примечания            |
| --------------------- | --------------------- | --------------------- | --------------------- | --------------------- |
| 1 августа 1941 года   | Северо-Западный фронт | 27-я армия            | -                     | точных данных нет     |
| 1 сентября 1941 года  | Северо-Западный фронт | 34-я армия            | -                     | -                     |
| 1 октября 1941 года   | Северо-Западный фронт | 34-я армия            | -                     | —                     |
| 1 ноября 1941 года    | Северо-Западный фронт | 34-я армия            | -                     | —                     |
| 1 декабря 1941 года   | Северо-Западный фронт | 34-я армия            | -                     | —                     |
| 1 января 1942 года    | Северо-Западный фронт | 3-я ударная армия     | -                     | —                     |
| 1 февраля 1942 года   | Калининский фронт     | 3-я ударная армия     | -                     | —                     |
| 1 марта 1942 года     | Калининский фронт     | 3-я ударная армия     | -                     | —                     |
| 1 апреля 1942 года    | Калининский фронт     | 3-я ударная армия     | -                     | —                     |
| 1 мая 1942 года       | Калининский фронт     | 3-я ударная армия     | -                     | —                     |
| 1 июня 1942 года      | Калининский фронт     | 3-я ударная армия     | -                     | —                     |
| 1 июля 1942 года      | Калининский фронт     | 3-я ударная армия     | -                     | —                     |

## Другие инженерно-сапёрные подразделения с тем же номером
- 299-й отдельный сапёрный батальон 341-й стрелковой дивизии
- 299-й отдельный инженерный батальон